# Duńkowiczki
Duńkowiczki – wieś w Polsce położona w województwie podkarpackim, w powiecie przemyskim, w gminie Orły.
W latach 1975–1998 miejscowość administracyjnie należała do województwa przemyskiego.
Do zwiedzania udostępniono Fort XI „Duńkowiczki” - jeden z głównych fortów Twierdzy Przemyśl.
W październiku 2017 roku odbyła się tu rekonstrukcja bitwy pod Lenino zrealizowana przez Przemyskie Stowarzyszenie Rekonstrukcji Historycznej "X D.O.K.".